# Quentin (Schiff)
HMS Quentin (Kennung: G78) war der erste fertiggestellte Zerstörer der Q- und R-Klasse der Royal Navy, die 1939/40 als dritter und vierter Auftrag für Flottenzerstörer im Zweiten Weltkrieg bestellt wurden. Der Zerstörer wurde mit den Battle Honours Atlantic 1942,  Mediterranean 1942,  Malta Convoys 1942 und North Africa 1942 ausgezeichnet. 
 (HMS steht für „Her (bzw. His) Majesty’s Ship“, seit 1789/1790 Präfix bei allen Marineschiffen der Royal Navy). Die Quentin ging schon nach weniger als acht Monaten Dienstzeit durch einen Angriff der Luftwaffe vor der nordafrikanischen Küste verloren.

## Geschichte des Bootes
Im Dezember 1939 ergingen die Aufträge für die acht Boote der neuen Q-Klasse (3rd emergency flotilla) an drei Werften. Der Baubeginn der Boote verzögerte sich durch den hohen Reparaturbedarf der Royal Navy nach den Norwegen- und Nordfrankreich-Einsätzen der Navy im ersten Halbjahr 1940.

### Baugeschichte
Der Bau der Quentin wurde am 25. November 1940 bei J. Samuel White in Cowes als erstes von drei bei der Werft bestellten Booten begonnen. Die Boote der neuen Q-Klasse übernahmen die Rumpfkonstruktion der Vorkriegsbauten der J-Klasse. Die geringere Zahl der Geschütze der neuen Boote führte zu einem geringeren Bedarf für Munitionskammern. Dadurch waren größere Treibstoffbunker möglich, die den Einsatzradius der Boote erhöhten. Die Quentin lief am 5. November 1941 als zweites Boot der neuen Klasse vom Stapel und wurde als erstes Boot der Q-Klasse am 15. April 1942 bei White fertiggestellt. Zu diesem Zeitpunkt waren von den zuvor bestellten 16 Zerstörern der O- und P-Klasse erst neun Boote abgeliefert.
Das Boot hatte die traditionelle britische Zerstörerbewaffnung von vier 120-mm-Mk.IX-Kanonen. Diese Geschütze konnten nur bis zu 40° erhöht werden und hatten sich in der Flugzeugabwehr nicht bewährt. Dazu verfügten es über einen 2-pounder "pom pom"-Vierling und sechs 20 mm Oerlikon-Maschinenkanonen.

### Einsatzgeschichte
Am 15. April 1942 kam die Quentin als erstes Schiff der Klasse in Dienst und verlegte im Mai nach Scapa Flow, um bei der Home Fleet eingefahren zu werden. Vom 1. Juni bis 23. Juli erfolgte ihr erster Einsatz als Teil der Sicherung des Geleitzuges WS 19, der auf 23 Schiffen fast 40.000 Mann nach Südafrika und weiter transportieren sollte. Als Sicherung waren die Schlachtschiffe Nelson und Rodney eingeteilt, deren Sicherung gegen U-Boote die Quentin zusammen mit Penn und Pathfinder der vorangegangenen O- und P-Klasse und dem Geleitzerstörer Derwent der Hunt-Klasse, alles Boote die auch erst kürzlich in Dienst gestellt worden waren, bildete. Die Quentin begleitete die Schlachtschiffe über Freetown (15. Juni) bis zur Position 12° 19′ 0″ S, 8° 39′ 0″ O westlich des Südens von Angola, wo sie auf Befehl der Admiralität am 26. Juni den Geleitzug verließen, um für einen erneuten Versuch, einen Versorgungskonvoi nach Malta durchzubringen, zur Verfügung zu stehen. Die Quentin bildete mit den beiden Booten der vorangehenden Klasse über die gesamte Reise die unmittelbare Begleitung der Schlachtschiffe, wurde aus diesen zum Teil auf See betankt und wurde auch für den neuen Versuch eingeteilt, einen Geleitzug nach Malta durchzubringen.
Der Ausmarsch zur Operation Harpoon erfolgte Anfang August und am 10. wurde Gibraltar passiert; die Quentin gehörte mit zwölf anderen Zerstörern zur Deckungsgruppe des Konvois mit den beiden Schlachtschiffen und vier Flugzeugträgern.
Nach diesem Einsatz kehrte das Boot nicht zur Home Fleet zurück, sondern verlegte nach Freetown. Ende des Monats gehörte die Quentin zur Sicherung des Schlachtschiffes Queen Elizabeth, das zur Reparatur in die USA verlegte. Am 3. September entließ das Schlachtschiff einen Teil seiner Sicherung auf Meldungen von U-Boot-Angriffen vor Trinidad. Es gelang dem Zerstörer zusammen mit der Pathfinder und der Vimy das deutsche U-Boot U 162 vor Trinidad auf 12° 12′ 0″ N, 59° 29′ 0″ W zu versenken. Die Zerstörer könnten 49 Überlebende des Bootes (nur zwei Tote) retten und gefangen nehmen. Nach weiteren Einsätzen in der Karibik zum Schutz des alliierten Schiffsverkehrs sicherte die Quentin mit der Pathfinder und Korvette Snowdrop ein Geleit von sieben Öltankern von Westindien nach Freetown.
 Das Boot ging dann im Oktober nach Großbritannien, um an den Vorbereitungen der alliierten Landungen in Nordafrika (Operation Torch) teilzunehmen. Bei den Landungen im November gehörte sie dann zur Sicherung der „Central Task Force“ und sicherte den Kreuzer Aurora sowie die Fla-Kreuzer Argonaut, Charybdis und Scylla der Dido-Klasse während der Landungen in Oran. Am 18. November kam der Zerstörer zur „Force Q“, die mit den Kreuzern Aurora, Argonaut und Sirius gegen den Schiffsverkehr der Achsenmächte nach Nordafrika vorgehen sollte. Am 28. versenkte die Quentin mit ihrem inzwischen eingetroffenen Schwesterboot Quiberon der RAN das italienische U-Boot Dessiè nördlich von Bône. Auf dem Rückmarsch zum Hafen unterstützte sie den bei Luftangriffen schwer beschädigten Zerstörer Ithuriel und schleppte ihn aus dem Hafenbereich, wo er auf Grund gesetzt wurde.

### Das Ende derQuentin
In der Nacht zum 2. Dezember 1942 griff die „Force Q“ mit Aurora, Argonaut und Sirius sowie den Zerstörern Quiberon und Quentin einen italienischen Geleitzug von vier Transportern nördlich von Kap Bon an. Die vier Transporter Aventino, Puccini, Aspromonte und die deutsche KT-1 mit ihrer Ladung von 1766 Soldaten (1527 Tote), vier Panzern, 32 weiteren Fahrzeugen, 12 Geschützen und 698 Tonnen Militärgütern (vor allem Munition) wurden versenkt. Vom Begleitschutz wurde der Zerstörer Folgore versenkt (120 Tote) und die Da Recco (118 Tote) schwerst beschädigt. Mit leichteren Schäden entkamen der Zerstörer Camicia Nera und die Torpedoboote Clio und Procione. 

Auf dem Rückmarsch nach Algerien wurde der britische Verband aus der Luft von italienischen Savoia Sparviero und deutschen Junkers Ju 88 angegriffen und die Quentin nahe den Galite-Inseln getroffen. Sie sank auf der Position 37° 40′ 0″ N, 8° 55′ 0″ O. 20 Mann starben, die Überlebenden wurden von der Quiberon gerettet.